# Paul Janes
Paul Janes (Küppersteg, 1912. március 11. – Monheim am Rhein, 1987. június 12.) világbajnoki bronzérmes német labdarúgó, hátvéd, edző. A Német labdarúgó-szövetség (DFB) minden idők legjobb 20 német labdarúgója közé választotta.

## Pályafutása

### Klubcsapatban
1930 és 1940 között a Fortuna Düsseldorf labdarúgója volt. A második világháború alatt Kriegsmarine kötelékében szolgált, de ebben az időszakban is játszott különböző labdarúgócsapatokban. 1940–41-ben a SpVgg. 1905 Wilhelmshaven, 1941–42-ben ismét a Fortuna, 1942 és 1944 között a Hamburger SV, majd 1944 és 1946 között megint a Fortuna csapatában szerepelt. 1946-ban az Eintracht Frankfurt labdarúgója volt. 1946 és 1951 között a Fortuna együttesében szerepelt újra és itt fejezte be az aktív labdarúgást.

### A válogatottban
1932 és 1942 között 71 alkalommal szerepelt a német válogatottban és hét gólt szerzett. Részt vett az 1934-es olaszországi világbajnokságon, ahol bronzérmet szerzett a csapattal. Az 1936-os berlini olimpián sérülés miatt nem vett részt. Tagja volt az 1938-as franciaországi világbajnokságon részt vevő együttesnek is. 1939 és 1942 között a válogatott csapatkapitánya volt. 1970-ig a legtöbb német válogatott szereplés a nevéhez fűződött.

### Edzőként
1949 és 1951 között a Fortuna Düsseldorf vezetőedzője volt. Később az Eintracht Trier szakmai munkáját irányította.

## Sikerei, díjai
Németország
- Világbajnokság
  - bronzérmes: 1934, Olaszország